# Грицівці
Грицівці́ — село в Україні, у Збаразькій міській громаді Тернопільського району Тернопільської області. Розташоване на річці Нетеч, на північному сході району. До 2020 підпорядковане Кретівській сільраді.
Населення — 315 осіб (2003).

## Історія
Черняхівське поселення в урочищі Нуринці (Над ставками), що на відстані 500 метрів на захід від Грицівців. Відкрите в 50-х роках експедицією ЛІМ під керівництвом І.К.Свєшнікова, досліджувалося М.Ю.Смішком. Давньоруський могильник з підплитовими похованнями.
12 червня 2020 року, відповідно до Розпорядження Кабінету Міністрів України від  № 724-р «Про визначення адміністративних центрів та затвердження територій територіальних громад Тернопільської області», село увійшло до складу Збаразької міської громади.
19 липня 2020 року, в результаті адміністративно-територіальної реформи та ліквідації Збаразького району, село увійшло до складу новоутвореного Тернопільського району.

## Пам'ятки
Встановлено «фігуру» Пресвятої Богородиці на честь скасування панщини.

## Відомі люди
- Петро Сорока — український письменник і літературознавець.

## Галерея

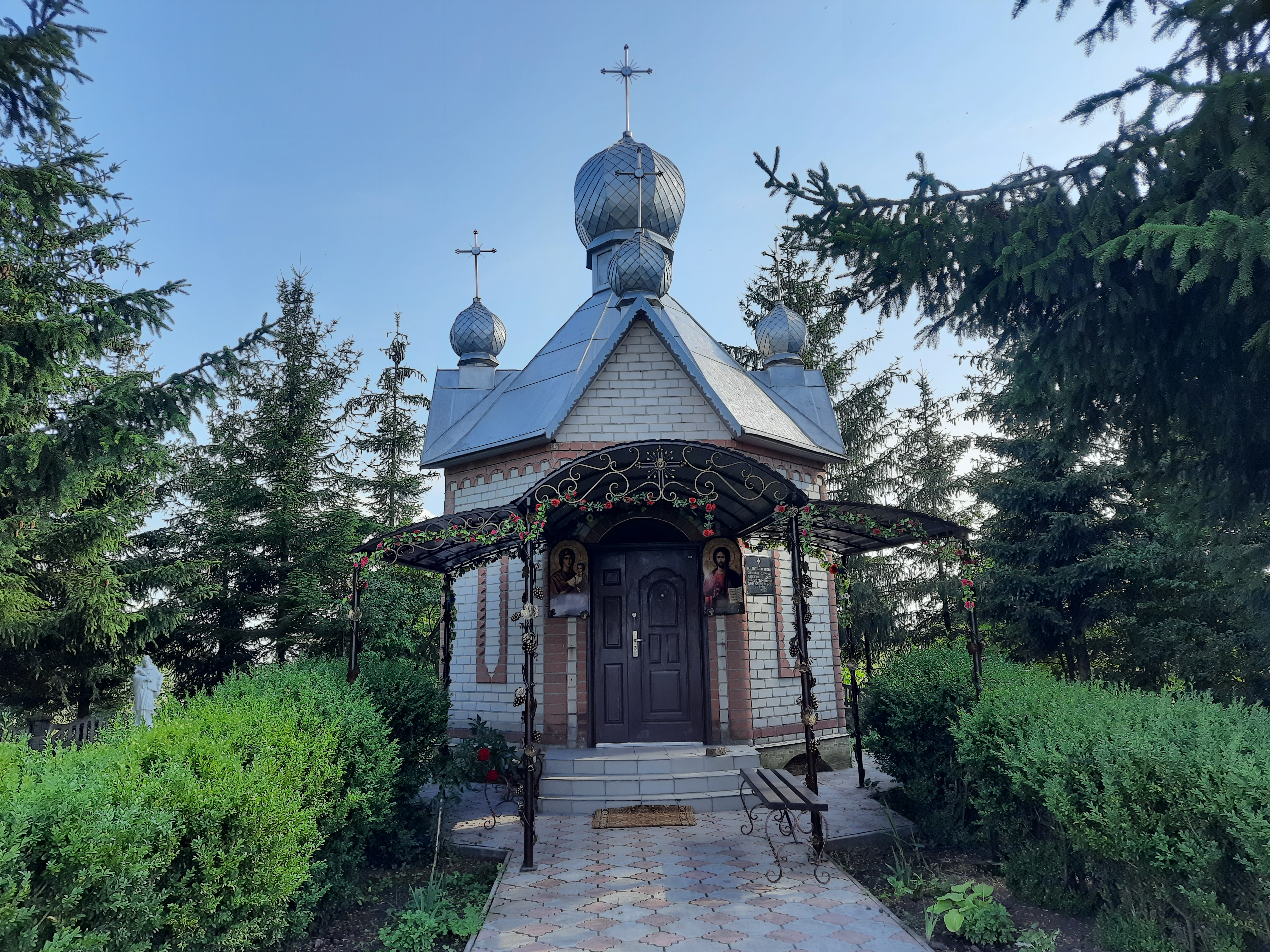
Капличка
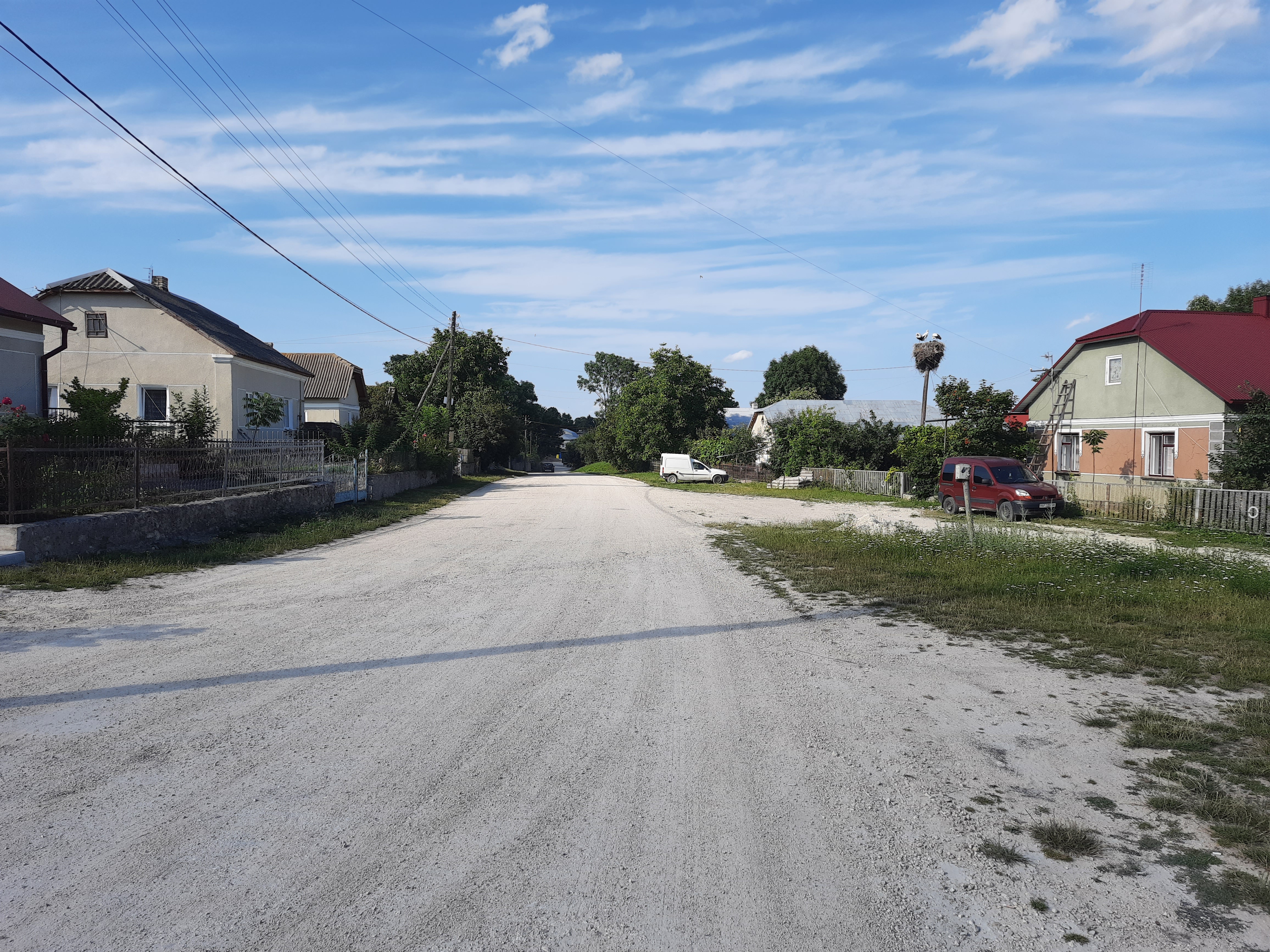
Сільська вулиця
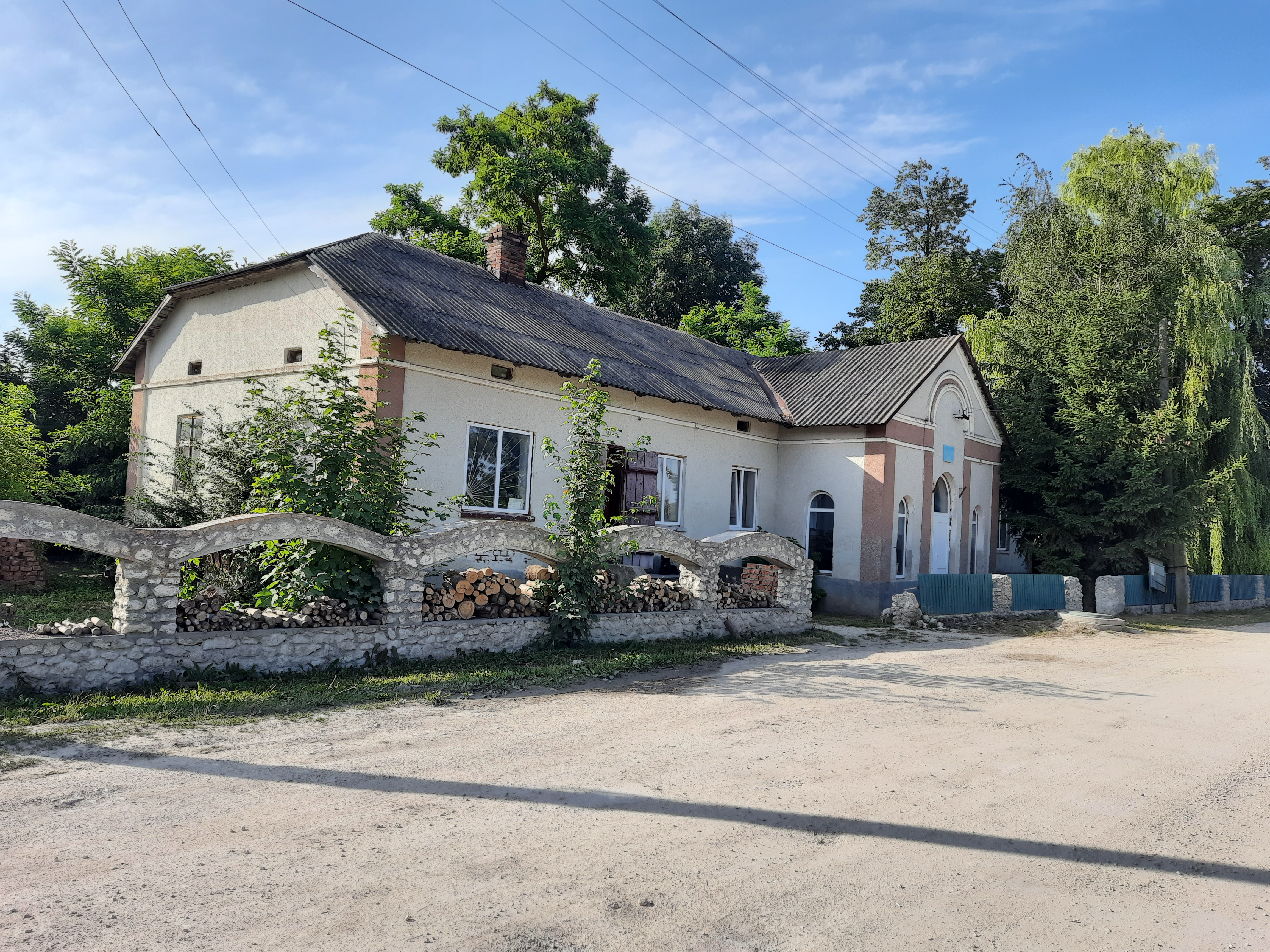
Клуб
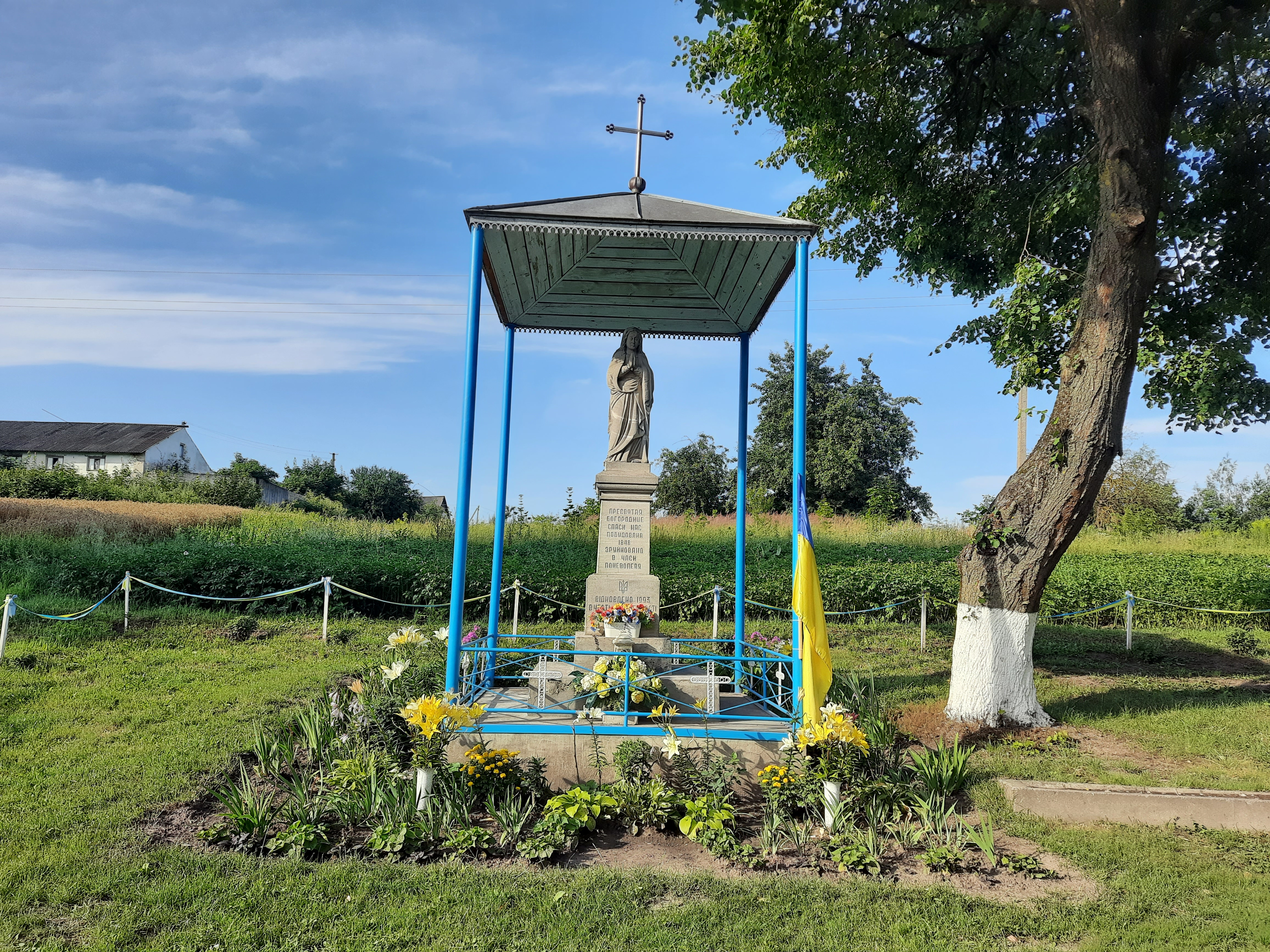
Статуя Божої Матері
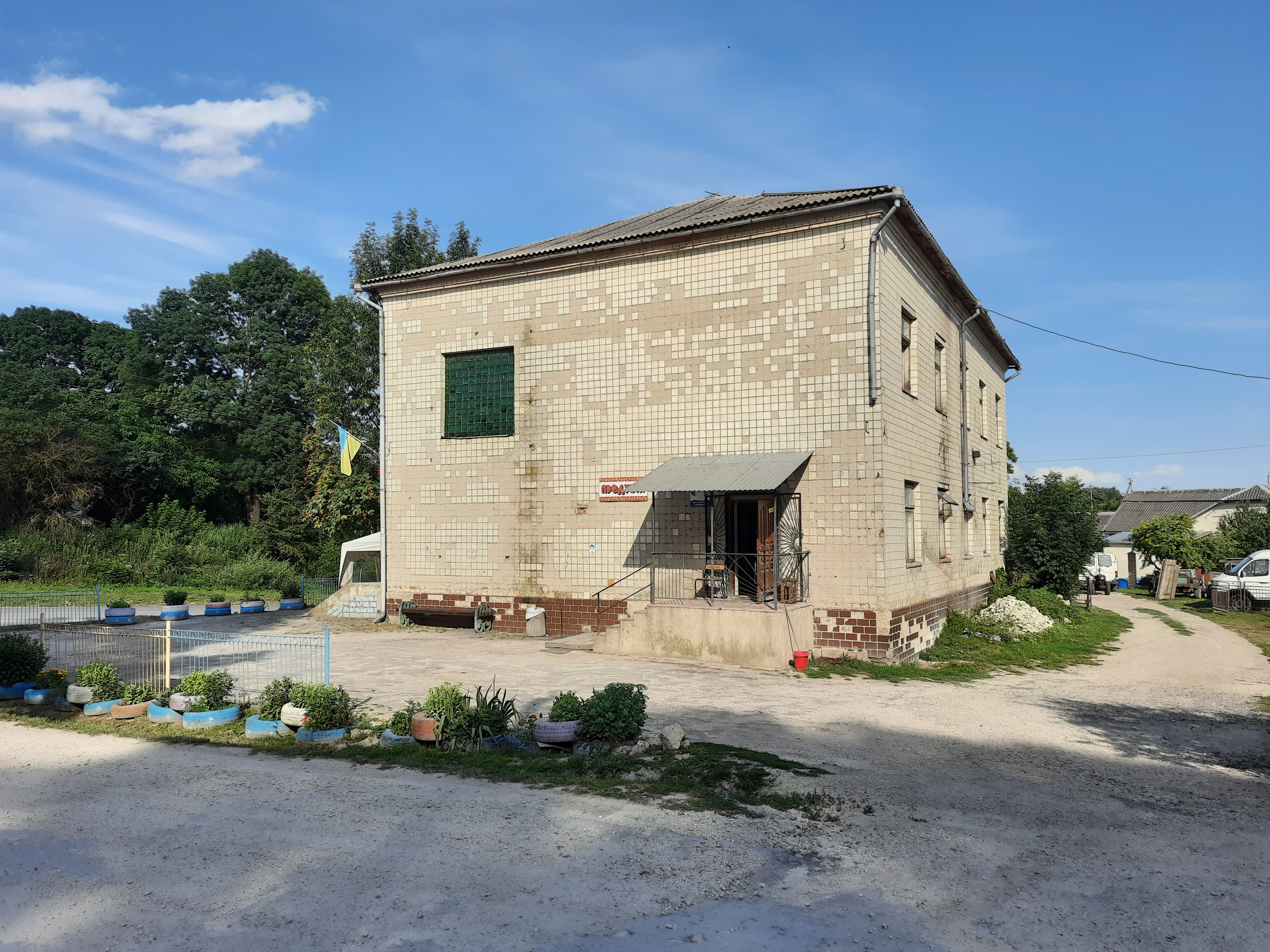
Крамниця